# Pont-Arcy

Pont-Arcy este o comună în departamentul Aisne din nordul Franței. În 1 ianuarie 2022 avea o populație de 118 de locuitori.